# Liútkino
Liútkino - Люткино (rus) - és un poble de la República del Tatarstan, a Rússia. El 2010 tenia 3. Pertany al districte (raion) de Pestretsi.